# Frente de onda
Frente de onda é a região do espaço que reúne todos os pontos da onda que estão em fase e a um mesmo número de comprimentos de onda da fonte. 
As frentes de onda podem ser chamadas de superfícies de onda.

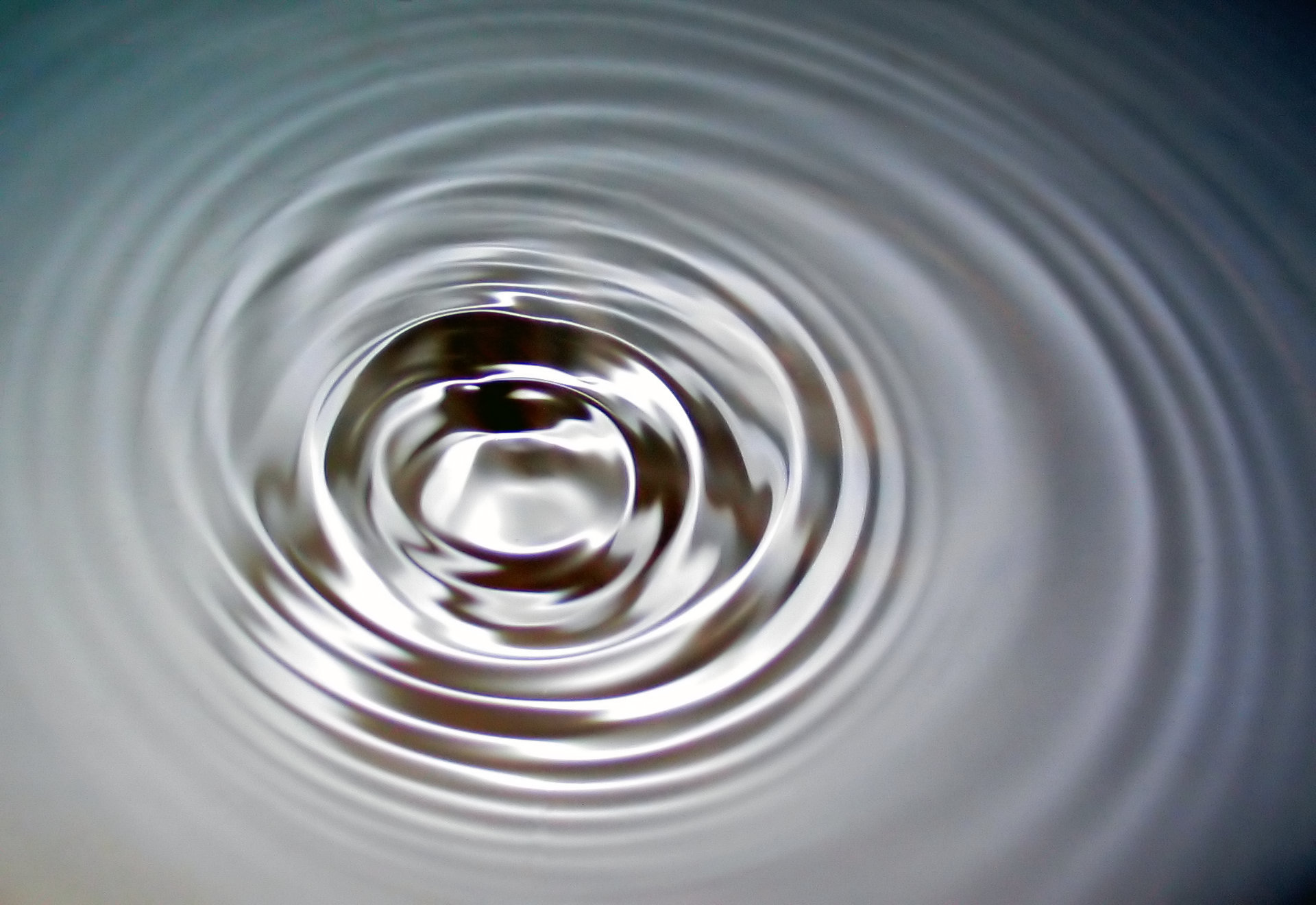
Superfícies esféricas na água

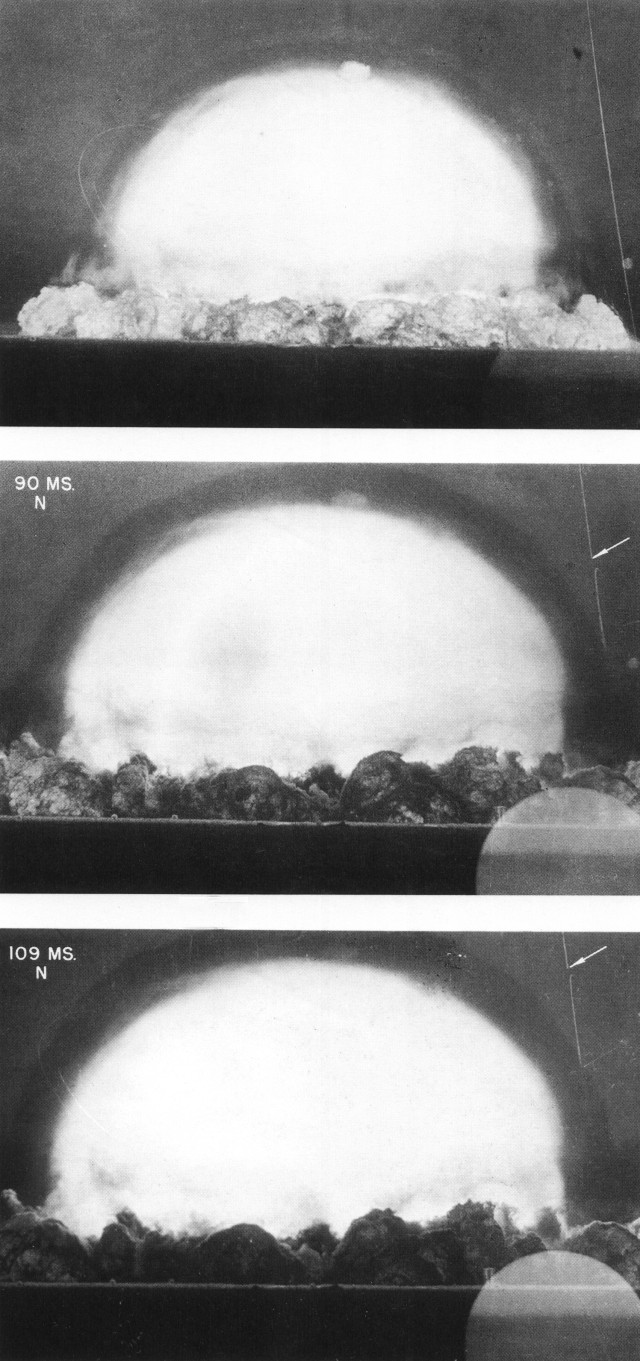
Frente de onda semi-esférica se propagando à frente de uma bola de fogo gerada por uma explosão

Frentes de onda planas

## Formato e propagação
O formato da frente de onda depende da natureza da onda emitida pela fonte. Dizemos que há três tipos de ondas: unidimensional, bidimensional e tridimensional.
- Unidimensional: quando se propaga em apenas um meio, por exemplo, a propagação de uma onda em uma corda.

- Bidimensional: quando se propaga em duas direções como, por exemplo, ao longo de uma superfície como a água. As ondas bidimensionais caracterizam-se como retas ou círculos, dependendo das frentes de onda.

- Tridimensional: quando a onda se propaga no espaço, ou seja, em três direções como, por exemplo, as ondas que são produzidas pelas fontes sonoras e luminosas. Assim como as ondas bidimensionais, as ondas tridimensionais também se classificam de acordo com as frentes de onda, podendo ser classificadas como planas ou esféricas.

O formato de uma frente de onda é visto como um plano nos casos em que a frente de onda está muito afastada da fonte emissora ou quando a onda é emitida por uma fonte grande/extensa. Assim como a terra parece achatada quando vista de um ponto próximo à superfície.
A direção de propagação de uma onda é sempre perpendicular à superfície de sua frente de onda. No caso das ondas geradas por uma fonte pontual, por exemplo, as frentes de onda são esferas e a onda se propaga radialmente. O raio da esfera é perpendicular à sua circunferência em cada ponto. 

## Princípio de Huygens

Refração pelo método de Huygens

Christiaan Huygens (1629-1695), no final do século XVII, propôs um método de representação de frentes de onda. O Princípio de Huygens, como ficou conhecido, afirma que: Cada ponto de uma frente de onda pode ser considerado como uma fonte de ondas secundárias que se espalham em todas as direções com velocidade igual à velocidade de propagação da onda principal. Para um dado instante, cada ponto da frente de onda comporta-se como fonte das ondas elementares de Huygens.
Podemos dizer que a frente de onda anterior é considerada como um gerador de uma nova frente de onda, ou ainda que a frente de onda separa a região "perturbada" da região não perturbada.
Um exemplo básico é o som, onde até o instante em que as partículas de ar estão em repouso não se ouve nada, e só no momento que estas partículas são vibradas (uma frente de onda empurrando e gerando uma nova frente de onda) é que haverá a propagação do som (neste caso haverá propagação da energia e não da matéria).

Difração pelo método de Huygens

No caso das ondas eletromagnéticas, com a sua energia irradiada igualmente em todas as direções, haverá um determinado instante onde a fase da onda irradiada começará a se repetir em todos os pontos, começando uma nova frente de onda.
A partir deste princípio, é possível concluir que, em um meio homogêneo e com as mesmas características físicas em toda sua extensão, a frente de onda se desloca mantendo sua forma, desde que não haja obstáculos.
Partindo do Princípio de Huygens, podemos explicar fenômenos ondulatórios como a refração e a difração.
O principio de Huygens pode ser visto como consequência da isotropia do espaço. Qualquer distúrbio criado em uma região suficientemente pequena de um espaço (ou meio) isotrópico se propaga desta região para todas as direções radiais. As ondas criadas por esse distúrbio acabam criando distúrbios em outras regiões, e assim em diante. A superposição de todas as ondas resulta no padrão observado da propagação da onda.